# Тракия (село)
Тракия (болг. Тракия) — село в Болгарии. Находится в Старозагорской области, входит в общину Опан. Население составляет 334 человека.
По болг. Тракия — означает Фракия.

## Политическая ситуация
В местном кметстве Тракия, в состав которого входит Тракия, должность кмета (старосты) исполняет Иванчо Димов Вылков (Болгарская социалистическая партия (БСП)) по результатам выборов правления кметства.
Кмет (мэр) общины Опан — Минчо Динев Чавдаров (Болгарская социалистическая партия (БСП)) по результатам выборов в правление общины.